# Nowy rok bieży
Nowy Rok bieży – kolęda polska powstała najprawdopodobniej w drugiej połowie XVII wieku. Znanych jest sześć wersji tekstowych i dziesięć melodii. Starsze wersje posiadają m.in. refren, który nie występuje w nowszych wariantach. Jak wiele innych polskich kolęd, obecna wersja, oparta na melodii poloneza, została spopularyzowana po włączeniu do Śpiewnika Kościelnego (1838) ks. Michała Marcina Mioduszewskiego.
Rosyjskie tłumaczenie tekstu jest przypisywane św. Dymitrowi Rostowskiemu.